# Expedição 51
Expedição 51 foi uma expedição à Estação Espacial Internacional realizada entre 10 de abril e 2 de junho de 2017. Ela contou com cinco tripulantes, dois norte-americanos, dois russos e um francês. Foi a primeira vez em muitos anos que uma expedição contou apenas com cinco integrantes ao invés dos tradicionais seis. Isso se deveu à decisão da Agência Espacial Russa de diminuir o número de cosmonautas russos no espaço simultaneamente por questões de custos, fazendo com que a segunda metade da expedição, lançada na Soyuz MS-04, contasse apenas com dois astronautas, que se juntaram aos três já existentes na estação, vindos da expedição anterior.
Esta expedição assistiu a vários feitos espaciais femininos. A norte-americana Peggy Whitson tornou-se a primeira mulher a comandar duas expedições na ISS, tendo previamente comandado a Expedição 16, a mulher mais velha em órbita – 56 anos – e a mulher com mais tempo no espaço. Também é a primeira mulher a participar de três expedições sucessivas na ISS, as expedições 50, 51 e 52. Em 24 de abril de 2017, ela quebrou o recorde de tempo de permanência no espaço por qualquer astronauta americano, de qualquer sexo, num total acumulado de 534 dias.

## Tripulação
| Posição             | Primeira parte (Abril de 2017) | Segunda parte (Abril até junho de 2017) |
| ------------------- | ------------------------------ | --------------------------------------- |
| Comandante          | Peggy Whitson                  | Peggy Whitson                           |
| Engenheiro de voo 1 | Oleg Novitskiy                 | Oleg Novitskiy                          |
| Engenheiro de voo 2 | Thomas Pesquet                 | Thomas Pesquet                          |
| Engenheiro de voo 3 |                                | Fyodor Yurchikhin                       |
| Engenheiro de voo 4 |                                | Jack Fischer                            |

## Insígnia
Desde o século XI brasões de armas tem sido usados como emblemas para designar grupos humanos tão pequenos quanto famílias ou tão grandes quanto nações inteiras. A insígnia desta expedição foi desenhada como um moderno brasão internacional, mesclando a tradicional forma de escudo com o nosso moderno símbolo de conquista, a Estação Espacial Internacional. O desenho de fundo representa o nosso mundo-lar e seus habitantes à esquerda e o espaço exterior à direita. A ISS em duas cores faz a ponte entre os dois mundos, simbolizando os benefícios colhidos na Terra pela pesquisa espacial e ao mesmo tempo indica a nossa missão de explorar cada vez mais profundamente o espaço, num caminho constante para novas descobertas e conhecimentos. Ela traz na borda os nomes e as bandeiras nacionais dos tripulantes e sobre o fundo azul escuro do espaço, o número desta expedição.

## Missão
Entre as dezenas de experiências científicas feitas nesta missão, as principais foram a exploração de microorganismos presentes dentro da ISS, a medição da intensidade de raios cósmicos e o estudo da maneira como a comida e os medicamentos reagem à liofilização na microgravidade. Outras experiências nas áreas de astrofísica, microbiologia e fluidos também foram realizadas. Em abril, um painel de uma das janelas da Cúpula da ISS foi reparado, usando um novo método de conserto que não põe em risco a queda da pressurização no local, devido a um novo desenho destes painéis. A espaçonave não-tripulada de carga Cygnus acoplou-se à estação, levando equipamentos e suprimentos para a tripulação. Duas caminhadas espaciais para manutenção externa e instalação de novas antenas foram feitas por Whitson e Jack Fischer.
Em 24 de abril, o presidente dos Estados Unidos, Donald Trump, conversou desde o Salão Oval na Casa Branca com a astronauta Peggy Whitson, comprimentando-a pelo recorde de permanência no espaço que ela conquistava naquele dia.  Em maio, estudantes secundários de escolas do estado de Utah também conversaram e fizeram perguntas ao vivo aos astronautas Whiston e Fischer. A missão encerrou-se no dia 2 de junho de 2017, com a troca de comando entre Whitson o e o cosmonauta russo Fyodor Yurchikhin, dando início à Expedição 52.

## Galeria

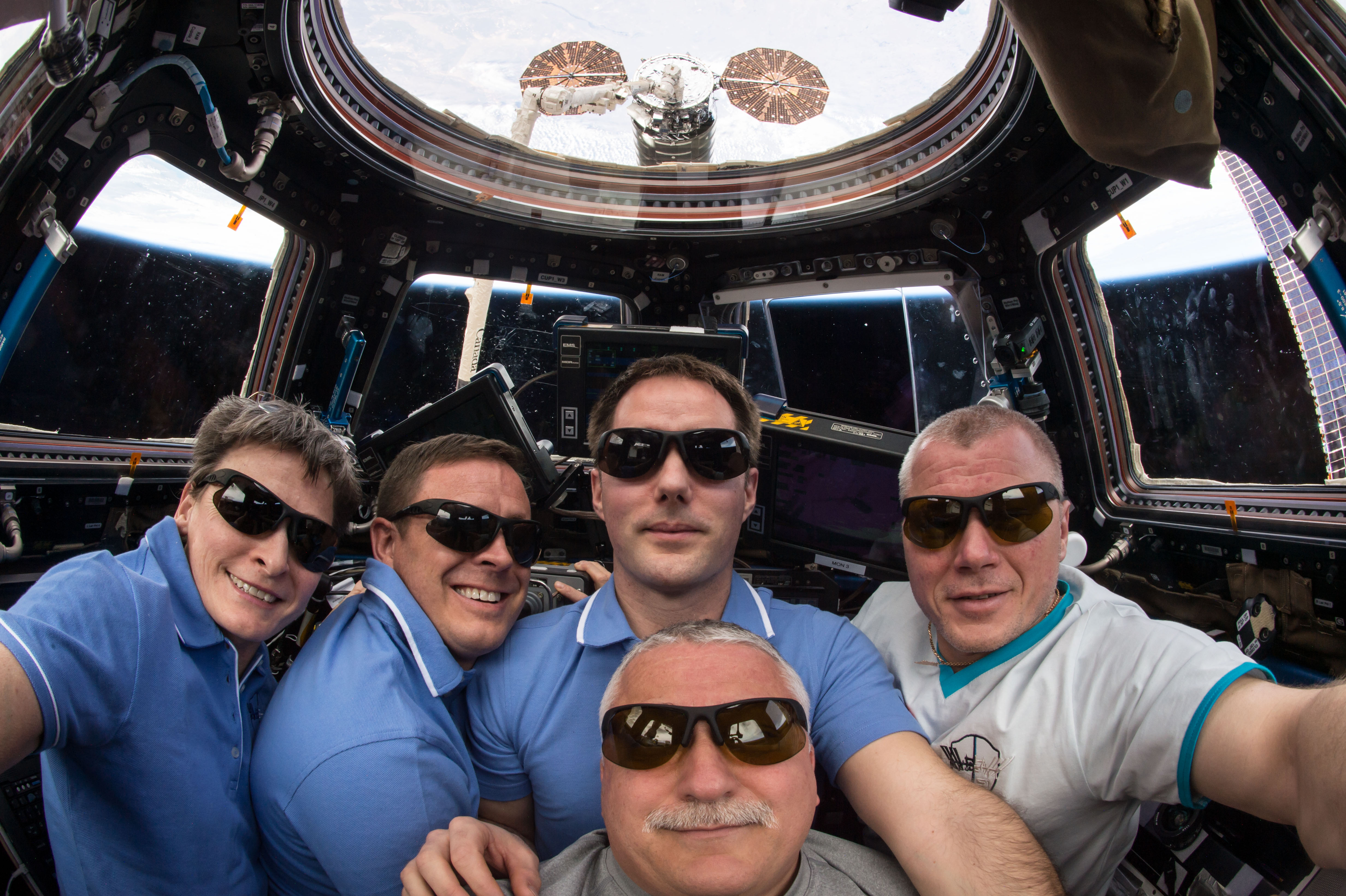
A tripulação em momento descontraído na Cúpula da ISS.
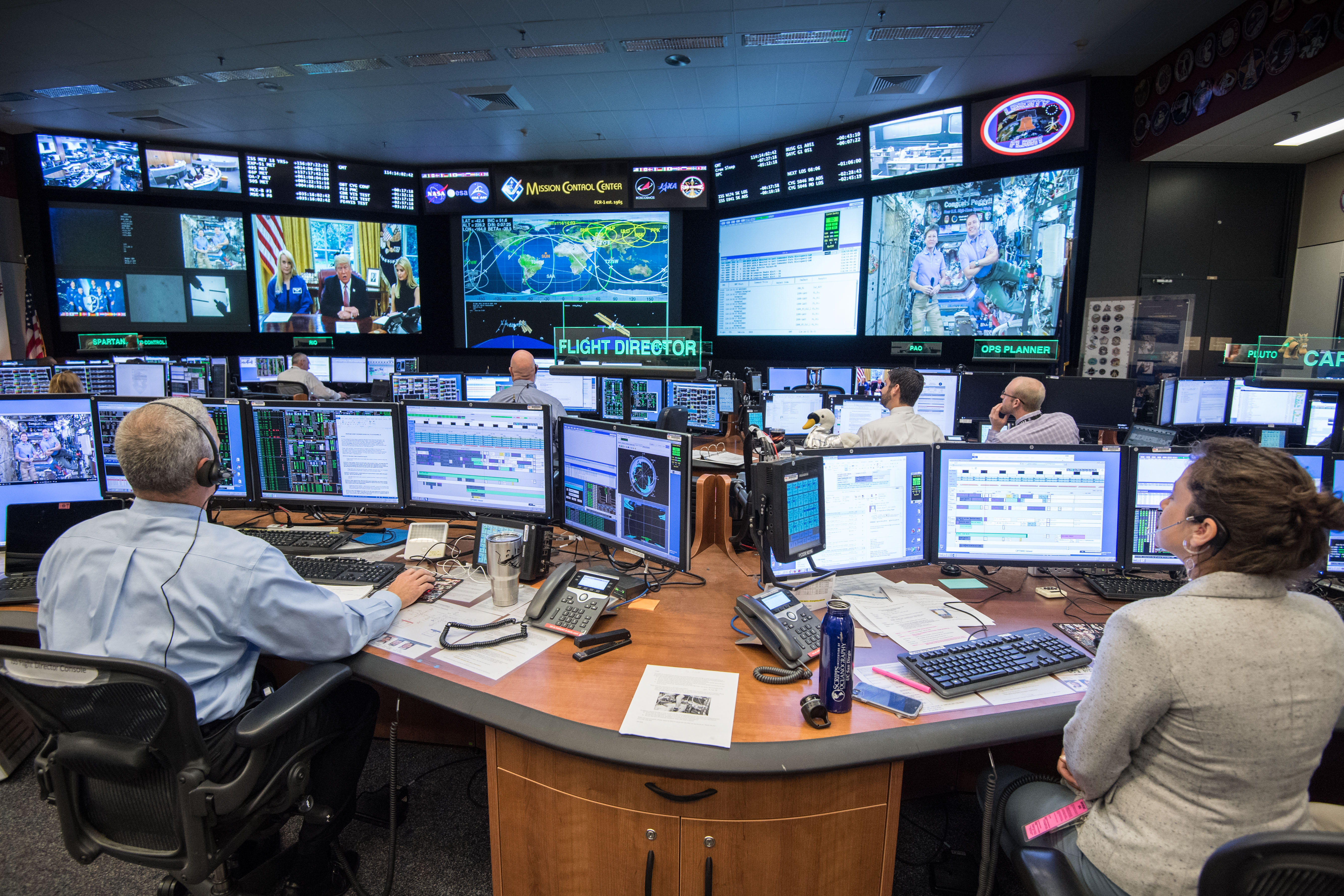
O Controle da Missão em Houston acompanha a transmissão entre o presidente Donald Trump na Casa Branca e a expedição no espaço.
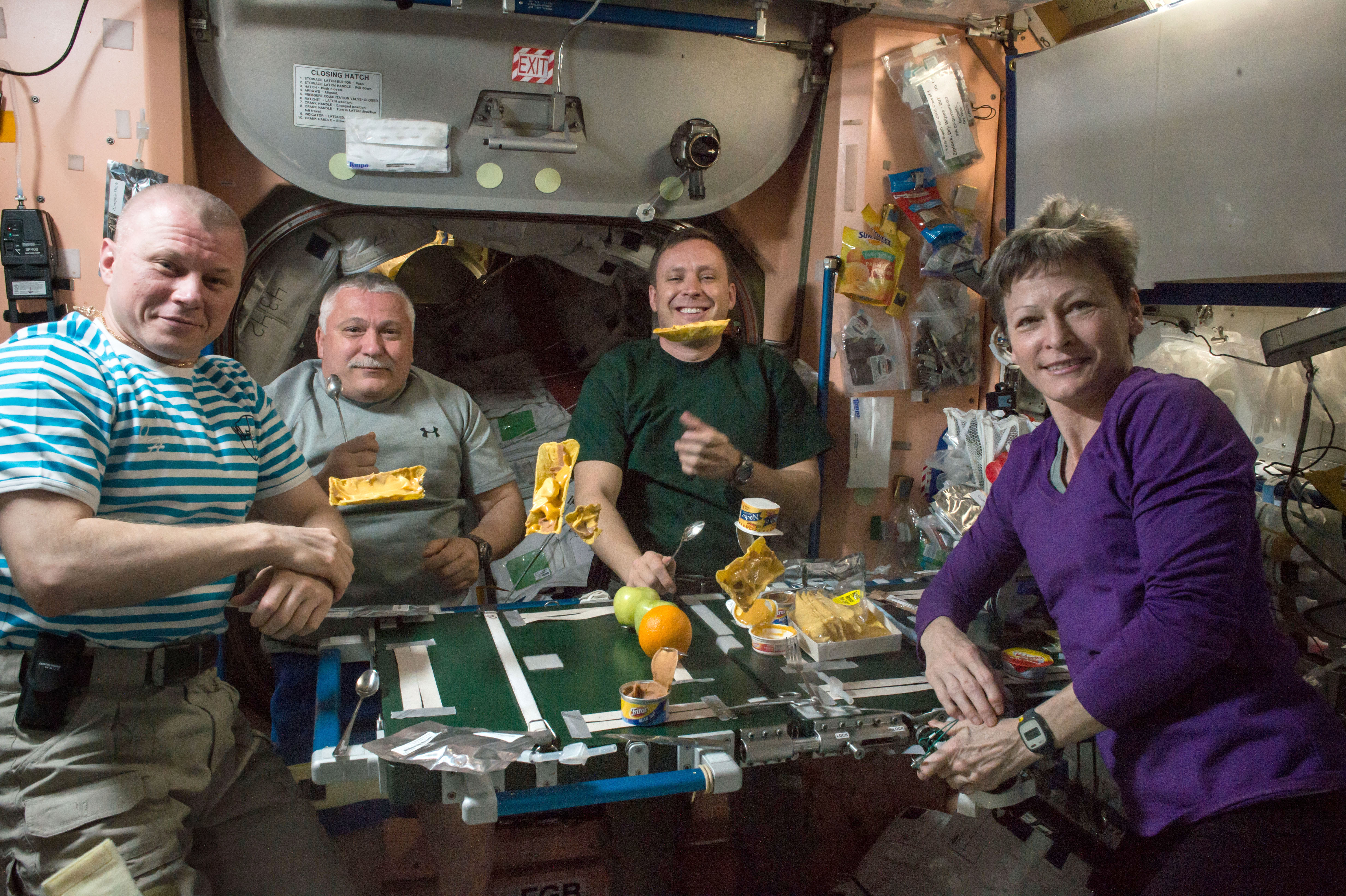
Tripulantes dividem uma refeição no módulo Unity.
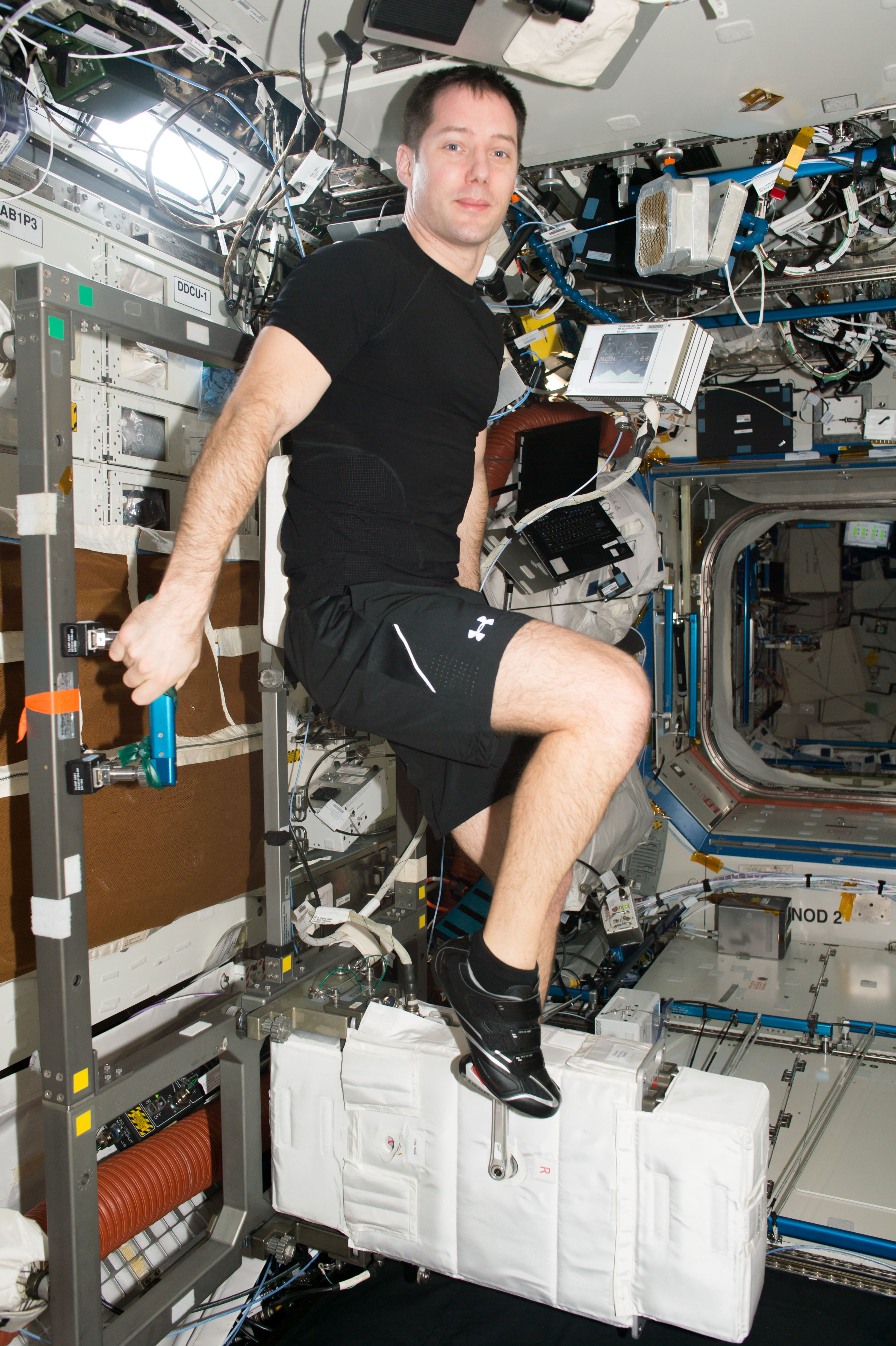
Pesquet se exercita numa bicicleta ergométrica.
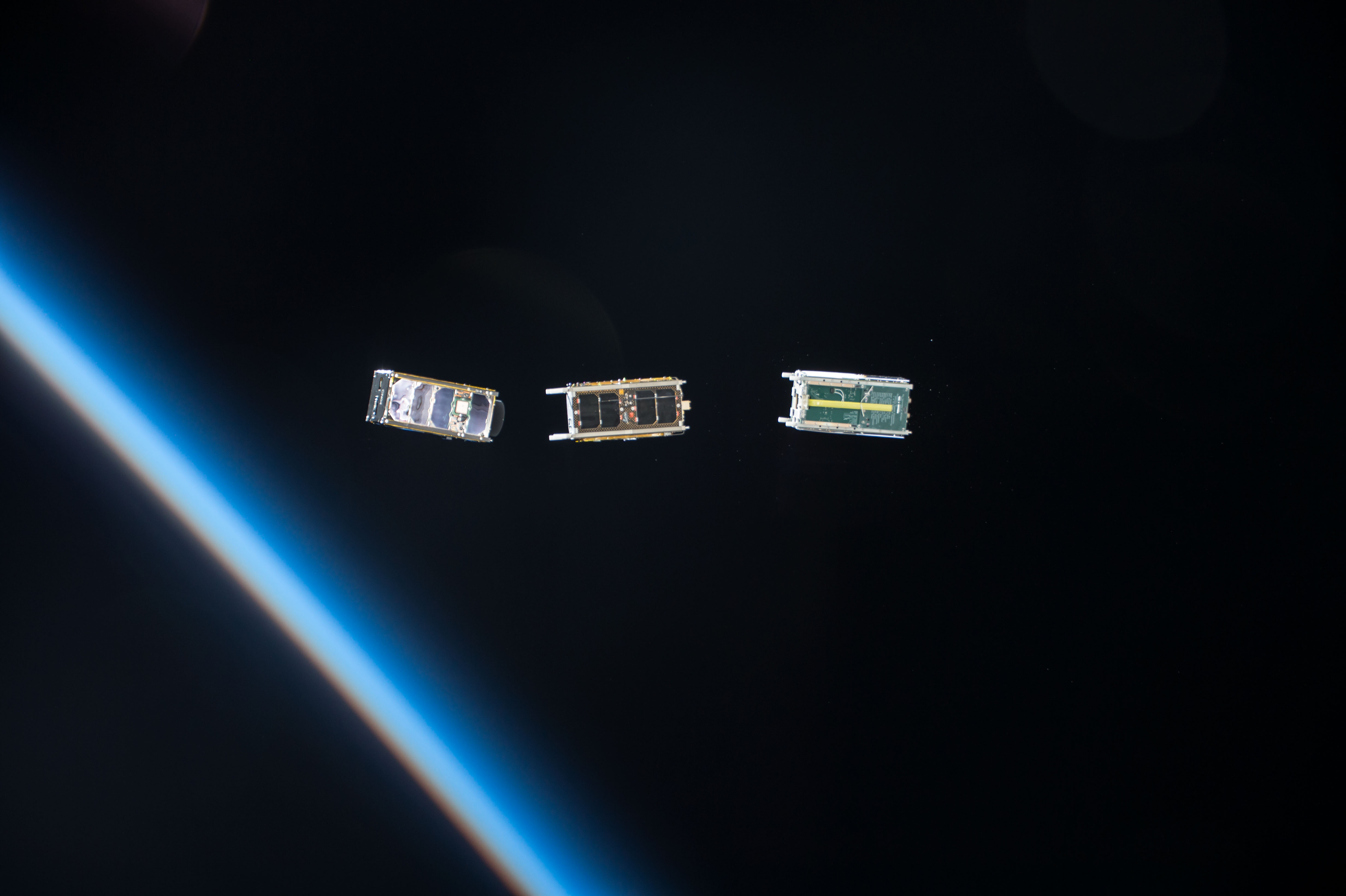
Três microsatélites CubeSats são lançados durante a expedição.
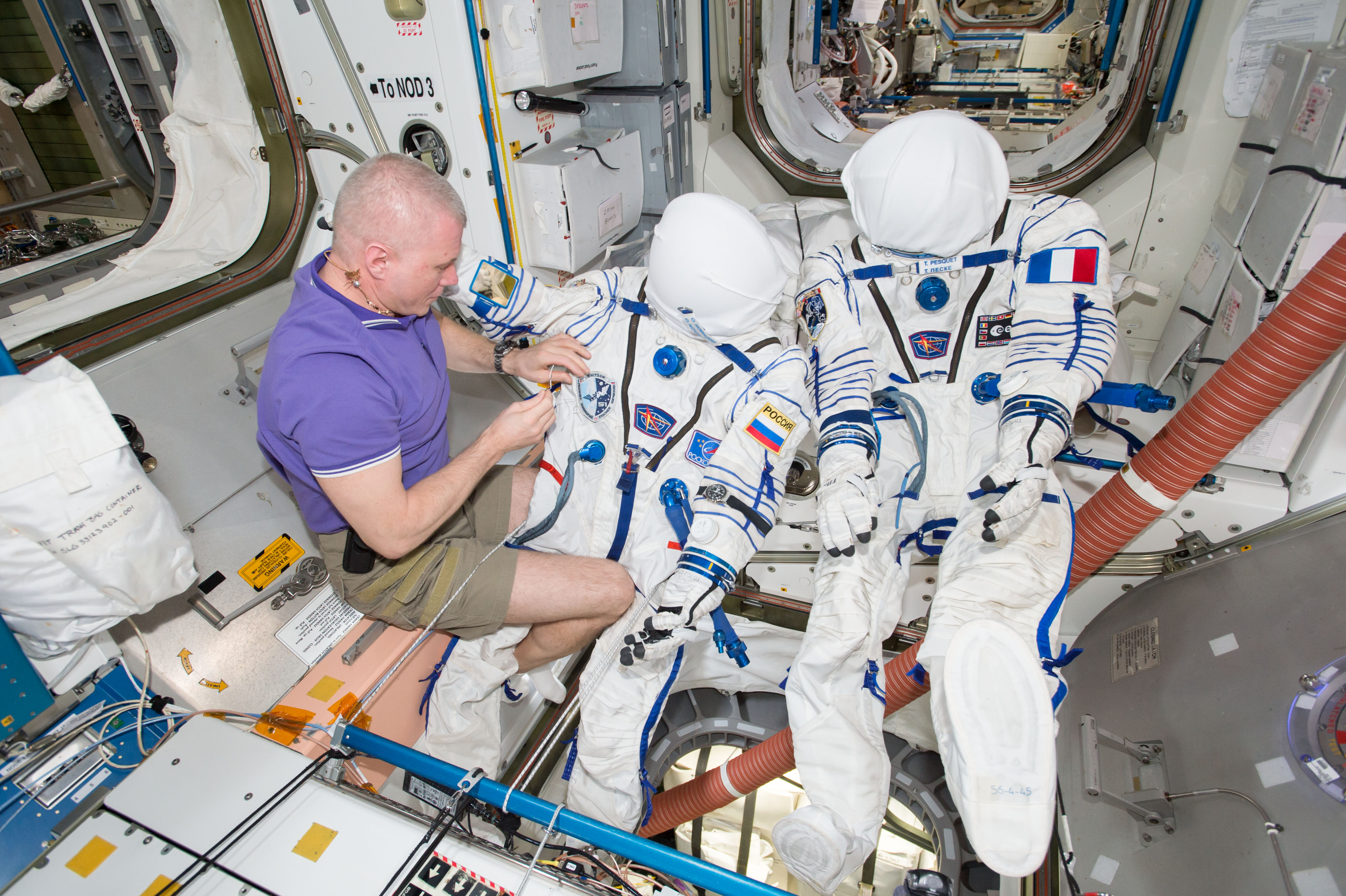
Novitskiy trabalha num traje espacial Sokol no módulo Unity.